# Mathias Numsen
Mathias Numsen (18. marts 1646 – 17. april 1731) var en dansk officer og general.
Numsen var søn af materialskriver ved Holmen Hans Numsen og Ingeborg Margrethe Vibe, efter hvis fader, biskop Mads Jensen Medelfar, han var opkaldt. 16 år gammel blev Numsen soldat, ved nationalrytteriets oprettelse 1670 kornet ved dets sjællandske regiment, 1675, da regimentet dubleredes, løjtnant ved i. sjællandske. Under den Skånske Krig steg han rask i vejret: 1676 til kaptajnløjtnant, 1677 til ritmester og generaladjudant, 1678 til oberstløjtnant. 1685 forfremmedes han til oberst og chef for 2. sjællandske Rytterregiment. Da man i foråret 1700 frygtede for et svensk angreb på det nordlige Jylland, der var næsten helt blottet for tropper, blev Numsen med sit regiment sendt til Vendsyssel. Nogle måneder senere beordredes han til at gå sydpå for, medens hovedhæren i Holsten stod over for en forenet svensk-lyneborgsk-hollandsk hær, at holde den gottorpske besætning i Tønning i skak. Numsen optrådte her i forening med brigader Niels Krabbe, men viste lige så lidt som denne synderlig energi eller foretagsomhed.
1701 gik han som brigader med hjælpetropperne til Nederlandene, men fik allerede i begyndelsen af 1703 tilladelse til at fratræde kommandoen og vende hjem, da han ikke længere kunde tåle feltlivets strabadser. Først 1710 trådte han atter ind i statstjenesten som generalkrigskommissær og deputeret i Generalkommissariatet for begge etater (efter delingen 1712 alene for Landetaten); 1720 blev han efter general Jobst von Scholten præses i Kollegiet, men afgik fra samme kort efter tronskiftet 1730. Ved siden af sin egentlige embedsvirksomhed blev Numsen meget benyttet til kommissioner; den vigtigste af disse angik ryttergodsets ordning. Han var allerede 24. maj 1688 blevet adlet, 1717 blev han Ridder af Dannebrog, 1711 fik han titel af generalmajor, 1726 af gehejmeråd.
Numsen, der døde 17. april 1731, var gift med Marie f. Worm, datter af den berømte læge og naturforsker Ole Worm. Hun havde forud været gift med land- og krigskommissær Peder Lassen til Brusgård ved Randers, hvilken gård hun medbragte sin 2. mand, men som denne solgte. I stedet købte han Fuglebjerggård og siden Saltø på Sjælland. Han ombyggede og udvidede Karrebæk Kirke. Han var fader til Michael Numsen.